# Élections régionales de 2021 en Centre-Val de Loire
Pour un article plus général, voir Élections régionales françaises de 2021.
Les élections régionales de 2021 en Centre-Val de Loire ont lieu les 20 et 27 juin 2021 afin de renouveler les membres du conseil régional de la région française de Centre-Val de Loire.

## Contexte régional

### Conseil régional sortant
| Président du conseil régional        |       |       |      |                                     |
| François Bonneau (PS)                |       |       |      |                                     |
| Parti                                | Sigle | Sigle | Élus | Groupe                              |
| Majorité (39 sièges)                 |       |       |      |                                     |
| Parti socialiste                     |       | PS    | 25   | Socialistes, radicaux et démocrates |
| Parti radical de gauche              |       | PRG   | 2    | Socialistes, radicaux et démocrates |
| Génération.s                         |       | G·s   | 1    | Socialistes, radicaux et démocrates |
| Liberté Écologie Fraternité          |       | LEF   | 1    | Socialistes, radicaux et démocrates |
| Cap écologie                         |       | CE    | 1    | Socialistes, radicaux et démocrates |
| Divers écologistes                   |       | ÉCO   | 1    | Écologistes                         |
| Europe Écologie Les Verts            |       | EELV  | 8    | Écologistes                         |
| Opposition (38 sièges)               |       |       |      |                                     |
| Les Républicains                     |       | LR    | 14   | Union de la droite et du centre     |
| Union des démocrates et indépendants |       | UDI   | 6    | Union de la droite et du centre     |
| Rassemblement national               |       | RN    | 15   | Rassemblement national              |
| Debout la France                     |       | DLF   | 1    | Non-inscrits                        |
| Les Patriotes                        |       | LP    | 1    | Non-inscrits                        |
| La République en marche              |       | LREM  | 1    | Non-inscrits                        |

## Système électoral

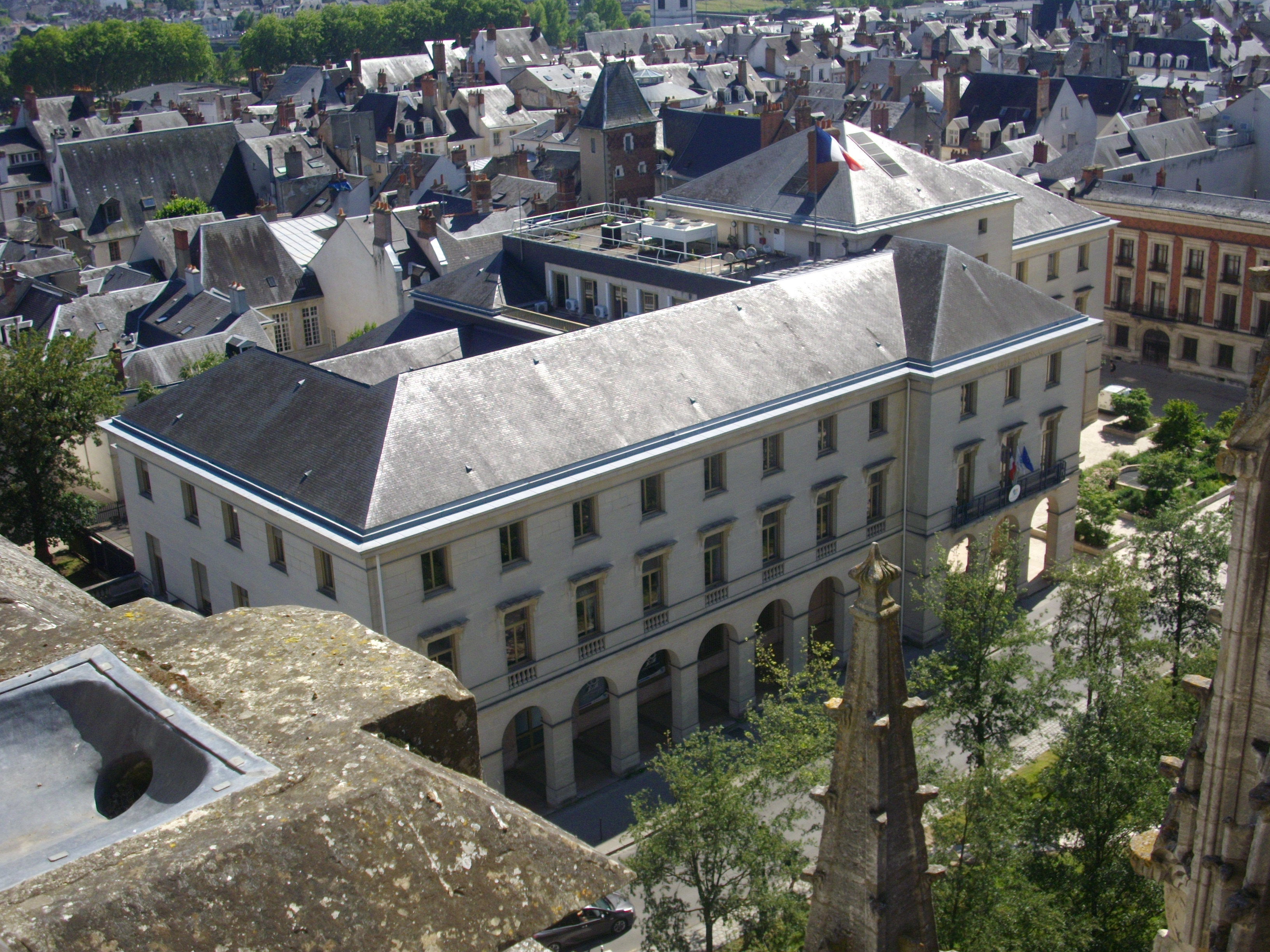
L’hôtel de région à Orléans.

Le Conseil régional du Centre-Val de Loire est doté de 77 sièges pourvus pour six ans selon un système mixte à finalité majoritaire. Il est fait recours au scrutin proportionnel plurinominal mais celui ci est combiné à une prime majoritaire de 25 % des sièges attribuée à la liste arrivée en tête, si besoin en deux tours de scrutin. Les électeurs votent pour une liste fermée de candidats, sans panachage ni vote préférentiel. Les listes doivent respecter la parité en comportant alternativement un candidat homme et une candidate femme.
Au premier tour, la liste ayant obtenu la majorité absolue des suffrages exprimés remporte la prime majoritaire, et les sièges restants sont répartis à la proportionnelle selon la règle de la plus forte moyenne entre toutes les listes ayant franchi le seuil électoral de 5 % des suffrages exprimés, y compris la liste arrivée en tête.
Si aucune liste n'a recueilli la majorité absolue, un second tour est organisé entre toutes les listes ayant obtenu au moins 10 % des suffrages exprimés au premier tour. Les listes ayant obtenu au moins 5 % peuvent néanmoins fusionner avec les listes pouvant se maintenir. La répartition des sièges se fait selon les mêmes règles qu'au premier tour, la seule différence étant que la prime majoritaire est attribuée à la liste arrivée en tête, qu'elle ait obtenu ou non la majorité absolue.
Une fois les nombres de sièges attribués à chaque liste au niveau régional, ceux-ci sont répartis entre les sections départementales, au prorata des voix obtenues par la liste dans chaque département.

## Listes officielles

### Pour une région qui vous protège (RN-LDP-PL-LAF-CNIP)
Aleksandar Nikolic, conseiller municipal de Saint-Rémy-sur-Avre, délégué départemental d'Eure-et-Loir du Rassemblement national, est tête de liste pour ce parti. Il est soutenu par les partis alliés au RN : La Droite populaire, le Parti localiste et l'Avenir français.

### La Région au cœur (LR-UDI-LC-LMR)
En février 2021, Guillaume Peltier renonce à se présenter comme tête de liste régionale. Nicolas Forissier, député de l'Indre, ancien secrétaire d'État chargé de l'Agriculture, de l'Alimentation et de la Pêche et conseiller régional depuis 2015, est pressenti pour lui succéder. Il est membre du parti Les Républicains (LR) et soutenu par l'Union des démocrates et indépendants (UDI).

### Ensemble, le meilleur est avenir (MoDem-LREM-Agir-LC-TdP-UDI diss.)
Marc Fesneau, Mouvement démocrate (MoDem), ministre chargé des Relations avec le Parlement et de la Participation Citoyenne, est le chef de file de la majorité présidentielle et fortement pressenti pour être la tête de liste. Il est soutenu par La République en marche (LREM), Agir, Les Centristes (LC) et Territoires de progrès (TdP).

### Démocratie écoLogique (ÉCO)
La liste Démocratie écoLogique est mené par Jérémy Clément (entrepreneur en bâtiment, citoyen engagé au niveau national) et Christelle de Crémiers (vice-présidente régionale écologiste non encartée).

### Plus fort, ensemble! (PS-MR-PRG-PCF-CE)
François Bonneau, membre du Parti socialiste (PS), conseiller régional depuis 1998 et président depuis septembre 2007, est candidat à sa réélection. Il est soutenu par le Parti communiste français, le Parti radical de gauche (PRG) et le Mouvement radical (MR).

### Un nouveau souffle (EELV-LFI-G·s-E!-ND-GE-LRDG-AE-ANLD)
Charles Fournier, élu régional depuis 2010, vice-président depuis 2015, avait conduit une liste en 2015, qui avait fusionné avec celle de François Bonneau entre les deux tours est tête de liste pour Europe Écologie Les Verts (EELV). Il est soutenu par La France insoumise, Génération.s, Ensemble !, Nouvelle Donne, Génération écologie, Les Radicaux de gauche, Allons enfants et À nous la démocratie.

### Faire entendre le camp des travailleurs (LO)
Farida Megdoud est désignée par Lutte ouvrière (LO) comme candidate aux élections régionales de 2021 en Centre-Val de Loire.

## Têtes de liste départementales au premier tour
| Listes | Listes                                  | Cher                       | Eure-et-Loir                | Indre                   | Indre-et-Loire         | Loir-et-Cher              | Loiret                       |
| ------ | --------------------------------------- | -------------------------- | --------------------------- | ----------------------- | ---------------------- | ------------------------- | ---------------------------- |
|        | Faire entendre le camp des travailleurs | Éric Bellet (LO)           | Vincent Chevrollier (LO)    | Véronique Gélinaud (LO) | Anne Brunet (LO)       | Alain Lombard (LO)        | Dominique Clergue (LO)       |
|        | Démocratie écoLogique                   | Isabelle Azevedo (ÉCO)     | Agnès Langlois (ÉCO)        | Saehm Blanchet (ÉCO)    | Mathieu Guyard (ÉCO)   | Maria Isabel Garcia (ÉCO) | Christelle de Crémiers (ÉCO) |
|        | Un nouveau souffle                      | Christophe Coquin (G·s)    | Jean-François Bridet (ÉCO)  | Jérémie Godet (EELV)    | Gaëlle Lahoreau (ÉCO)  | Delphine Benassy (ÉCO)    | Karin Fischer (LFI)          |
|        | Plus fort, ensemble !                   | Philippe Fournié (PS)      | Harold Huwart (MR)          | Dominique Roullet (PS)  | Temanuata Girard (DVG) | Marc Gricourt (PS)        | Carole Canette (PS)          |
|        | Ensemble, le meilleur est avenir        | Bernard Rousseau (DVC)     | Anna Stépanoff (DVC)        | Annick Brossier (DVC)   | Périco Légasse (DVD)   | Marc Fesneau (MoDem)      | Matthieu Schlesinger (DVD)   |
|        | La Région au cœur                       | Laurence Renier (LR)       | Pierre-Frédéric Billet (LR) | Nicolas Forissier (LR)  | Frédéric Augis (LR)    | Alexandre Avril (LR)      | Constance de Pélichy (LR)    |
|        | Pour une région qui vous protège        | Thibaut de La Tocnaye (RN) | Aleksandar Nikolic (RN)     | Mylène Wunsch (RN)      | Lionel Bejeau (LAF)    | Michel Chassier (RN)      | Cyril Hemardinquer (RN)      |

N.B. : les noms des têtes de liste régionales apparaissent en caractères gras.

## Sondages

### Premier tour
| Sondeur | Date              | Panel | LO      | EÉLV-LFI | PS-PCF  | ECO     | MoDem-LREM | LR-UDI    | RN      |
| Sondeur | Date              | Panel | Megdoud | Fournier | Bonneau | Clément | Fesneau    | Forissier | Nikolic |
| ------- | ----------------- | ----- | ------- | -------- | ------- | ------- | ---------- | --------- | ------- |
| Sondeur | Date              | Panel |         |          |         |         |            |           |         |
| Ipsos   | 3 au 7 juin 2021  | 1000  | 2       | 9        | 21      | 3       | 19         | 18        | 28      |
| Ipsos   | 12 au 15 mai 2021 | 1 000 | 2       | 11       | 19      | 3       | 21         | 16        | 28      |

En gras sur fond coloré, la liste arrivée en tête ; en gras, les listes pouvant se qualifier pour le second tour.

### Second tour
| Sondeur | Date              | Panel | EÉLV-LFI-PS-PCF | EÉLV-LFI-PS-PCF | MoDem-LREM     | LR-UDI         | RN      |
| Sondeur | Date              | Panel | Fournier        | Bonneau         | Fesneau        | Forissier      | Nikolic |
| ------- | ----------------- | ----- | --------------- | --------------- | -------------- | -------------- | ------- |
| Sondeur | Date              | Panel |                 |                 |                |                |         |
| Ipsos   | 3 au 7 juin 2021  | 1 000 | –               | 30              | 22             | 18             | 30      |
| Ipsos   | 3 au 7 juin 2021  | 1 000 | –               | 34              | 33 (Fesneau)   | 33 (Fesneau)   | 33      |
| Ipsos   | 3 au 7 juin 2021  | 1 000 | –               | 35              | 33 (Forissier) | 33 (Forissier) | 32      |
| Ipsos   | 12 au 15 mai 2021 | 1 000 | –               | 29              | 25             | 16             | 30      |
| Ipsos   | 12 au 15 mai 2021 | 1 000 | 28              | –               | 25             | 17             | 30      |

## Résultats
|                          |                          |                                    |              |              |             |               |        |               |  |  |  |  |  |  |
| Tête de liste            | Tête de liste            | Liste                              | Premier tour | Premier tour | Second tour | Second tour   | Sièges | +/-           |  |  |  |  |  |  |
| Tête de liste            | Tête de liste            | Liste                              | Voix         | %            | Voix        | %             | Sièges | +/-           |  |  |  |  |  |  |
|                          | François Bonneau         | PS-PCF-PRG-MR-CÉ                   | 141 134      | 24,81        | 225 694     | 39,15         | 42     | 2             |  |  |  |  |  |  |
|                          | Charles Fournier         | EELV-LFI-G·s-E!-ND-GE-LRDG-AE-ANLD | 61 689       | 10,85        | 225 694     | 39,15         | 42     | 2             |  |  |  |  |  |  |
|                          | Nicolas Forissier        | LR-UDI-LC-LMR                      | 107 030      | 18,82        | 130 306     | 22,61         | 13     | 7             |  |  |  |  |  |  |
|                          | Aleksandar Nikolic       | RN-LDP-CNIP-LAF                    | 126 487      | 22,24        | 128 183     | 22,24         | 13     | 4             |  |  |  |  |  |  |
|                          | Marc Fesneau             | MoDem-LREM-Agir-TdP-LC diss.       | 94 711       | 16,65        | 92 259      | 16,00         | 9      | 9             |  |  |  |  |  |  |
|                          | Jérémy Clément           | ÉCO                                | 23 171       | 4,07         |             |               | 0      | en stagnation |  |  |  |  |  |  |
|                          | Farida Megdoud           | LO                                 | 14 556       | 2,56         | 0           | en stagnation |        |               |  |  |  |  |  |  |
|                          |                          |                                    |              |              |             |               |        |               |  |  |  |  |  |  |
| Suffrages exprimés       | Suffrages exprimés       | Suffrages exprimés                 | 568 778      | 95,63        | 576 445     | 95,76         |        |               |  |  |  |  |  |  |
| Votes blancs             | Votes blancs             | Votes blancs                       | 16 289       | 2,74         | 17 222      | 2,86          |        |               |  |  |  |  |  |  |
| Votes nuls               | Votes nuls               | Votes nuls                         | 9 708        | 1,63         | 8 272       | 1,37          |        |               |  |  |  |  |  |  |
| Total                    | Total                    | Total                              | 594 775      | 100          | 601 939     | 100           | 77     | en stagnation |  |  |  |  |  |  |
| Abstentions              | Abstentions              | Abstentions                        | 1 221 660    | 67,26        | 1 214 716   | 66,87         |        |               |  |  |  |  |  |  |
| Inscrits / Participation | Inscrits / Participation | Inscrits / Participation           | 1 816 435    | 32,74        | 1 816 655   | 33,13         |        |               |  |  |  |  |  |  |

## Suites
Afin d'éviter une trop grande proximité avec les deux tours de l'élection présidentielle et des législatives d'avril et juin 2027, le mandat des conseillers élus en 2021 est exceptionnellement prolongé à six ans et neuf mois. Les prochaines élections ont par conséquent lieu en 2028 au lieu de 2027.